# The Roman Spring of Mrs. Stone
The Roman Spring of Mrs. Stone (La primavera romana de la señora Stone (España); Primavera Romana en Argentina y México), es una película dramática romántica británica de 1961 realizada por Seven Arts - Warner Bros.. Fue dirigida por José Benjamín Quintero y producida por Louis de Rochemont con Lothar Wolff como productor asociado. El guion fue escrito por Gavin Lambert y Jan Read sobre la novela homónima de Tennessee Williams. La banda sonora corrió a cargo de Richard Addinsell y la cinematografía de Harry Waxman.
Esta fue la única película de estreno teatral dirigida por José Quintero.

## Trama
Karen Stone (Vivien Leigh), una aclamada actriz de teatro estadounidense y su esposo empresario están de vacaciones en Roma. En el avión, su esposo, multimillonario, sufre un infarto mortal. Karen decide quedarse en Italia y alquilar un apartamento de lujo en Roma. Ella no tiene razón para irse a casa. Ella cerró su última obra, "As You Like It" de Shakespeare porque se da cuenta de que es demasiado vieja para interpretar a Rosalind. Un año después, la Contessa Magda Terribili-Gonzales (Lotte Lenya), una procuradora, le presenta a un apuesto, bien vestido, narcisista joven italiano llamado Paolo (Warren Beatty), quien es uno en su establo de gigolos profesionales. Magda trama y planea, diciéndole a Paolo que la señora Stone acaba de comenzar a saborear la soledad. Paolo y la señora Stone salen a cenar y bailar, pero no más. Finalmente, ella comienza el asunto. Ella se enamoró de él; él finge amarla. Ella cree que ella es diferente de otras mujeres maduras que él ha conocido. Su autoengaño se ve ayudado por el hecho de que en realidad no le paga, sino que le compra ropa y regalos caros, incluida una cámara de cine, y paga sus cuentas a través de cuentas de cobro. Se convierten en el tema de las columnas de chismes. Pronto se hace evidente que Paolo solo está interesado en sí mismo. Finalmente se aburre por la posesividad de la señora Stone y persigue a una estrella estadounidense (Jill St. John). Abandonada por Paolo, ridiculizada por la Contessa, con su única amiga real, Meg (Coral Browne), en un avión a Nueva York, la Sra. Stone mira por encima de su balcón y ve al joven harapiento y misteriosamente amenazador que la ha seguido a todas partes desde el día en que se mudó, paseándose. Ella arroja las llaves de su departamento hacia él y vuelve a entrar, recordando lo que le dijo a Paolo después de que él trató de asustarla con una historia sobre una mujer de mediana edad asesinada en la Riviera francesa por alguien que invitó a su departamento: "Todos Lo que necesito es de tres o cuatro años. Después de eso, un corte de garganta sería una conveniencia ”. Enciende un cigarrillo y se sienta a esperar. El joven entra al departamento y camina hacia ella lentamente, con las manos en los bolsillos de su sucio abrigo, sonriendo levemente mientras su sombra llena la pantalla.

## Elenco
- Vivien Leigh como Karen Stone.
- Warren Beatty como Paolo di Leo.
- Lotte Lenya como Contessa.
- Coral Browne como Meg.
- Jill St. John como Barbara.
- Jeremy Spenser como joven.
- Stella Bonheur como Mrs. Jamison-Walker.
- Peter Dyneley como Lloyd Greener.
- Carl Jaffe como Barón Waldheim.
- Harold Kasket como Sastre.
- Viola Keats como Julia McIlheny.
- Cleo Laine como cantante
- Bessie Love como Bunny.
- Elspeth March como Sra. Barrow.
- Henry McCarty como Campbell Kennedy.
- Warren Mitchell como Giorgio.
- John Phillips como Tom Stone.
- Paul Stassino como Stefano, el barbero.
- Ernest Thesiger como Stefano.
- Mavis Villiers como Mrs. Coogan.
- Jean Marsh (que no habla) como invitado a la fiesta y objeto de las atenciones de Paolo.

## Premios y nominaciones
Lotte Lenya fue nominada al Oscar a la mejor actriz de reparto, de 1961.